# Sinfonia n.º 3 (Górecki)

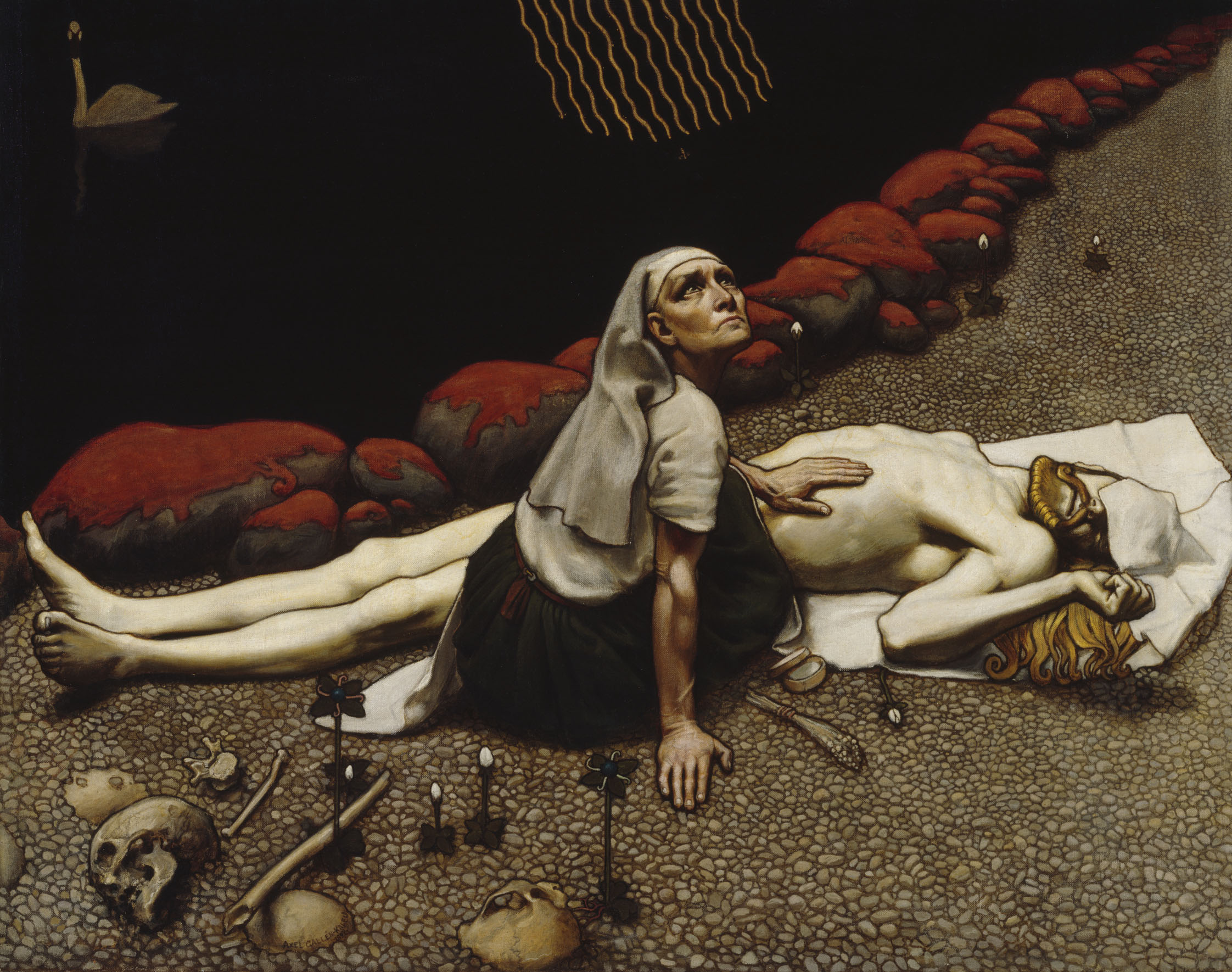
A mãe de Lemminkainen (1897) de Akseli Gallen-Kallela é uma evocação recente dos temas da maternidade e da guerra explorados na Sinfonia n.º 3. Representa uma cena do Kalevala, poema épico finlandês. Um guerreiro chamado Lemminkainen tinha sido assassinado, cortado em pedaços e lançado ao Tuonela. A sua mãe recuperou os pedaços e ressuscitou-o.

A Sinfonia n.º 3, Op. 36, também conhecida como Sinfonia das canções tristes ou Sinfonia das lamentações (em polonês/polaco:  Symfonia pieśni żałosnych), é uma sinfonia em três andamentos composta pelo compositor Henryk Górecki em Katowice, Polónia, entre Outubro e Dezembro de 1976. Esta obra é representativa da transição do compositor de um estilo dissonante para outro mais tonal.
A sinfonia foi escrita para orquestra e soprano. A solista canta um texto em língua polaca, diferente em cada um dos três andamentos: no primeiro, um lamento atribuído à Virgem Maria escrito no século XV; no segundo, uma mensagem escrita na parede de uma cela da Gestapo durante a Segunda Guerra Mundial; e, no terceiro, uma canção folclórica sobre uma mãe que procura o seu filho, assassinado durante a insurreição na Silésia em 1919. O tema central da sinfonia é, portanto, a maternidade e a separação dos entes queridos por causa da guerra.
Até 1992, Górecki só era conhecido entre entendidos, como um dos muitos compositores do chamado «Renascimento musical polaco» do pós-guerra. Finalmente, nesse ano, a empresa Elektra Records lançou uma gravação com o título Symphony No. 3 (15 anos depois da sua composição) que esteve entre as mais vendidas nas listas de música clássica do Reino Unido e Estados Unidos. Desde então venderam-se mais de um milhão de cópias, o que lhe deu um disco de ouro no Reino Unido em 1 de Fevereiro do ano seguinte, superando largamente as vendas estimadas durante toda uma vida de uma gravação típica de um compositor do século XX Este êxito, no entanto, não fez atrair a atenção do público para o resto da obra de Górecki.

## História

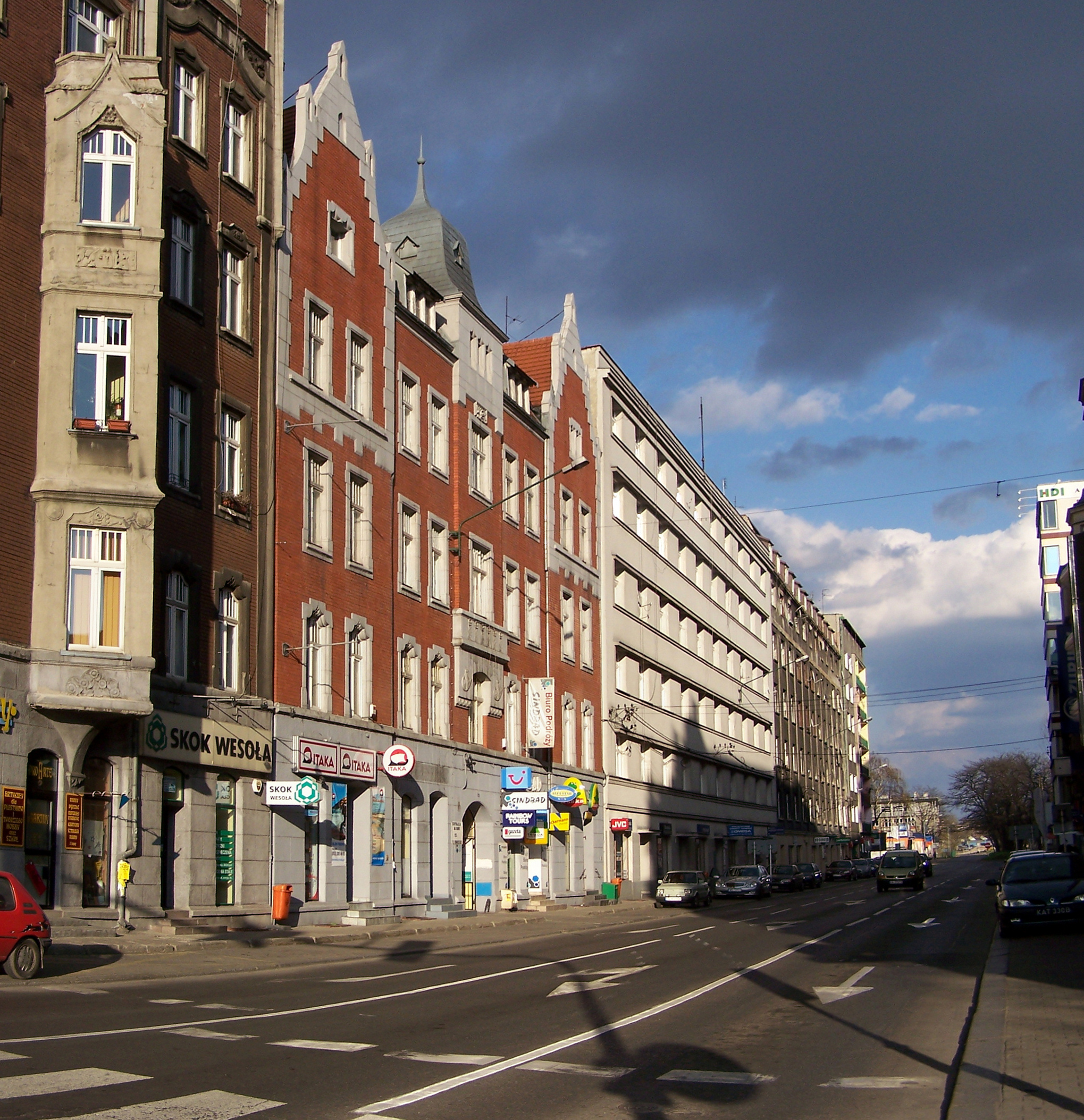
Uma rua de Katowice, localidade onde foi composta a 3.ª sinfonia.

Apesar do ambiente político contrário à arte moderna (denunciada como «formalista» pelas autoridades comunistas), a música polaca do pós-guerra desfrutou de um nível de liberdade sem precedentes, em especial depois do estabelecimento do «Festival de Outono de Varsóvia» em 1956. Górecki tinha obtido reconhecimento entre os compositores vanguardistas pelas suas obras experimentais, dissonantes e serialistas da primeira parte da sua carreira; também se tornou conhecido na cena internacional graças a obras modernistas como Scontri, que foi um êxito no festival de 1960, a sua Sinfonia n.º 1, que ganhou um prémio na Bienal Juvenil de Paris de 1961. Ao longo da década de 1960, Górecki continuou a relacionar-se com outros compositores experimentais da época, como Pierre Boulez ou Karlheinz Stockhausen.[carece de fontes?]
Na década de 1970 Górecki começou a distanciar-se do serialismo e das dissonâncias extremas da sua primeira época. Assim, tanto esta Sinfonia n.º 3, como as peças corais Euntes ibant et flebant (Op. 32, 1972) e Amen (Op. 35, 1975), supõem um recuo em relação a tais técnicas experimentais. A ausência de variação harmónica na Sinfonia n.º 3, tal como a sua insistência na utilização de repetições marca um ponto na trajectória de Górecki para o minimalismo e as texturas simples que caracterizam a sua obra posterior. Dada a natureza religiosa de grande parte das suas obras desta fase, muitos críticos e musicólogos situam-no ao lado de outros compositores contemporâneos que exploram igualmente com estruturas e texturas simples, com a tonalidade e a melodia, e que também adoptam temáticas religiosas, como Arvo Pärt ou John Tavener; no entanto, nenhum dos autores qualificados com esta etiqueta de «minimalismo religioso» ou «minimalismo sacro» admite ter recebido influências comuns com os demais.[carece de fontes?]

## Composição

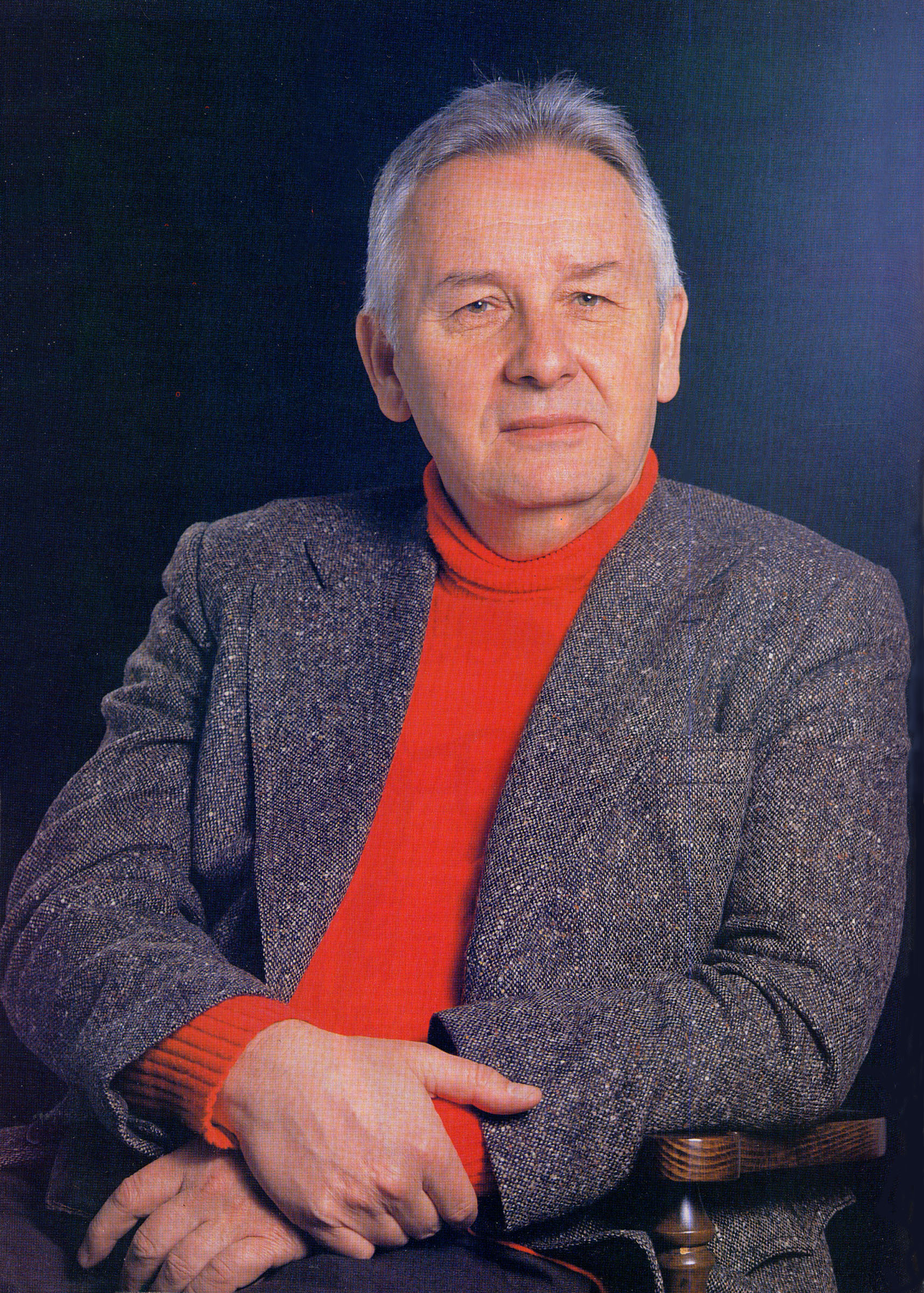
Henryk Mikołaj Górecki

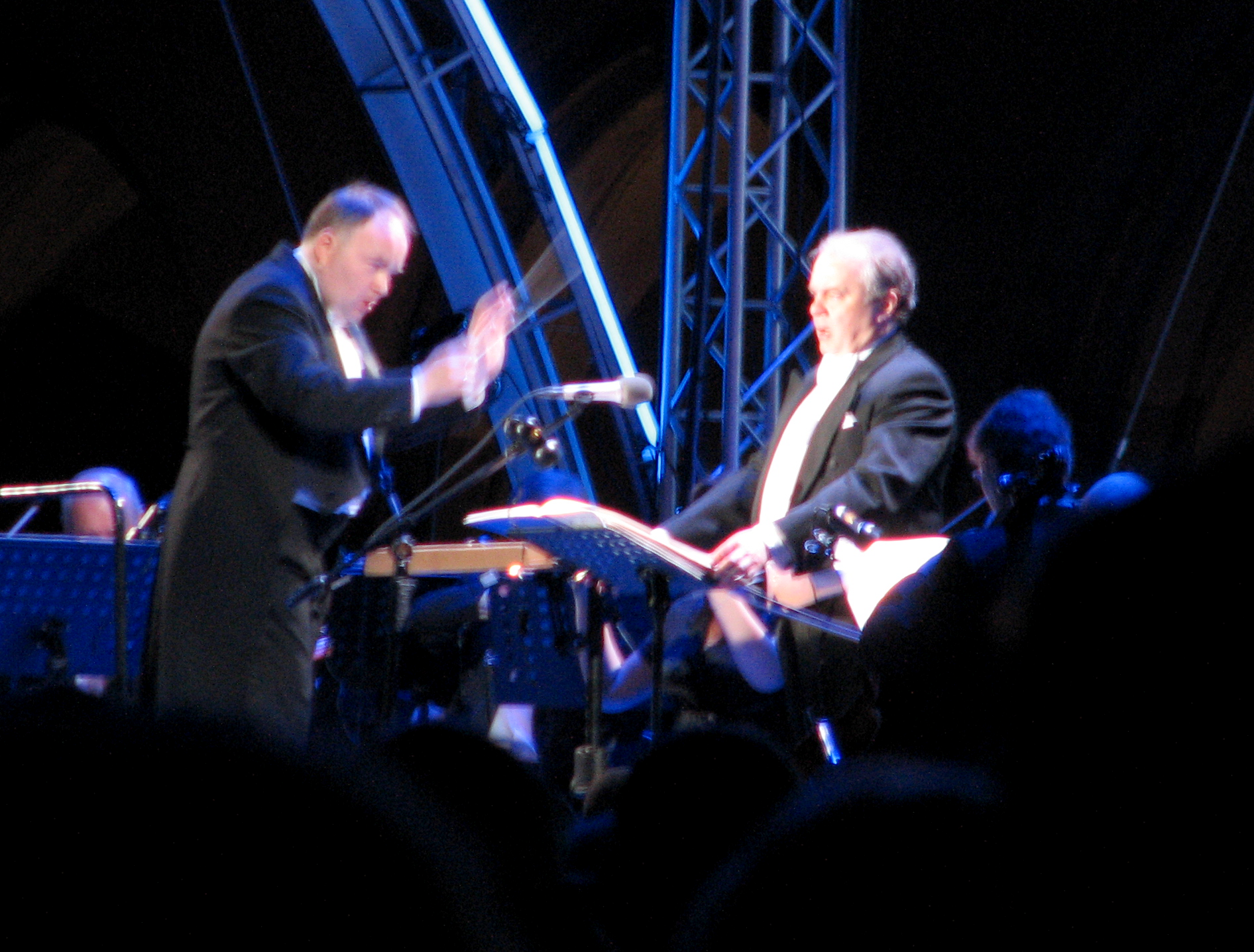
O compositor Henryk Górecki dirigindo. Junho de 2007.

Em 1973, Górecki recorreu ao folclorista polaco Adolf Dygacz em busca de melodias que pudesse incorporar na sua nova obra. Dygacz apresentou quatro canções gravadas na região da Silésia, uma das quais impressionou o compositor. Era uma melodia com o título «Para onde terá ido o meu querido filho» (Kajze mi sie podziol mój synocek mily), que descrevia a dor de uma mãe por seu filho, caído durante a guerra, provavelmente durante as rebeliões de 1919-21. Górecki tinha ouvido uma versão desta canção na década de 1960 e não lhe tinha prestado especial atenção, mas a letra e a melodia do novo arranjo recolhido por Dygacz cativaram-no profundamente. Mais tarde afirmou: «Para mim, é um texto poético maravilhoso. Não sei se um poeta profissional poderia criar tanta força poética com palavras tão simples e intensas. Não há pena, desespero ou resignação, nem gesticulações exageradas: só há a dor e os lamentos de uma mãe que perdeu o seu filho».
Nesse mesmo ano, Górecki ouviu falar de uma inscrição gravada na parede de uma prisão da Gestapo em Zakopane, situada no sopé das Montanhas Tatra, sul da Polónia. As palavras pertenciam à adolescente de 18 anos Helena Wanda Blazusiakówna, encarcerada em 25 de Setembro de 1944. A inscrição diz: «O Mamo nie placz nie—Niebios Przeczysta Królowo Ty zawsze wspieraj mnie» («Oh Mamã, não chores - Imaculada Rainha Celestial, socorre-me sempre»). O compositor recorda-a assim: «Admito que sempre me irritaram as grandes palavras, os gritos de vingança. Talvez se me visse frente a frente com a morte eu também gritasse assim; mas esta frase que encontrei era diferente, quase uma desculpa ou uma explicação por se ter metido nesta situação; procura consolo com palavras simples, mas significativas». Mais tarde explica: «Na prisão, toda a parede estava coberta de inscrições que clamavam: 'Sou inocente', 'Assassinos', 'Executores', 'Libertai-me', 'Salvai-me', etc. Tudo era chavão e banal. Os adultos escreviam este tipo de mensagens, mas está aqui uma jovem de 18 anos, quase uma menina. Ela é diferente. Não desespera, não chora, não exige vingança. Não pensa em si mesma, se merece ou não este destino. Em troca, pensa na sua mãe, que é quem experimenta o verdadeiro desespero. Esta inscrição é algo extraordinário. E realmente fiquei fascinado».

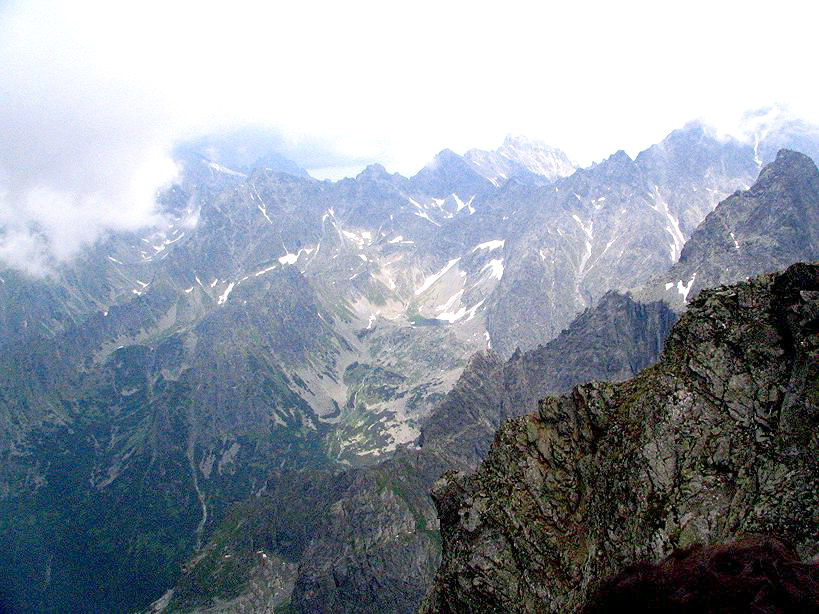
As Montanhas Tatra, perto da prisão nazi de Zakopane, de onde o compositor tomou uma frase escrita numa das celas para a composição da sua sinfonia.

Górecki tinha pois dois textos: um de uma mãe para o seu filho, e outro de uma filha para a sua mãe. Depois de pesquisar textos para continuar com este tema, decidiu-se por uma canção popular do século XV da cidade de Opole. O seu texto continha uma passagem na qual a Virgem Maria fala com Jesus no momento da crucificação: «Oh, filho meu, o Amado e Eleito, partilha as tuas feridas com tua mãe…» («Synku mily i wybrany, Rozdziel z matka swoje rany…»). Górecki afirmou que «este texto era popular, anónimo. Assim, tinha três actos, três pessoas. Originalmente, pensei em marcar estes textos com uma introdução e uma conclusão. Inclusivamente escolhi dois versículos (o 5.º e o 6.º) do salmo 94 (93 na versão Vulgata), da Bíblia traduzida para polaco por Jakub Wujek: "Ao teu povo, Yahveh, esmagam, a tua herança humilham. Matam o estrangeiro e a viúva, assassinam o órfão"». No entanto, Górecki terminou com este formato, porque acreditava que essa estrutura faria com que a sinfonia fosse «sobre a guerra». Górecki queria transcender mais além do específico, pelo que estruturou a sua obra como três lamentos independentes.

## Descrição
A Sinfonia n.º 3 é construída à volta de harmonias simples, em estilo neo-modal que emprega técnicas da música medieval mas que não adere por completo às normas de composição medievais. A sinfonia é escrita para um soprano, quatro flautas -dois flautins-, quatro clarinetes, dois fagotes, dois contrafagotes, quatro trompas, quatro trombones, harpa, piano e instrumentos de corda. Uma interpretação dura normalmente cerca de 50 minutos.[carece de fontes?]
O musicólogo Adrian Thomas nota que a sinfonia carece de dissonâncias, e que não requer nenhum virtuosismo técnico. Além disso, observa que «não há referências estilísticas de segunda mão, embora se tivéssemos que procurar precedentes tínhamos que os encontrar, de maneira distante, em compositores tão variados como Johann Sebastian Bach, Franz Schubert, Tchaikovsky, ou mesmo Claude Debussy». Ronald Blum, por seu lado, descreve a sinfonia como «lúgubre, como Gustav Mahler, mas sem a grandiloquência da percussão, as trompas e o coro, só o lamento das cordas e da soprano solista». A obra consiste em três andamentos em tom de elegia, todos eles marcados como Lento. As cordas dominam a textura musical e o volume raramente se eleva: a marca de fortissimo só aparece em poucos compassos.

### Lento -Sostenuto tranquillo ma cantabile
Com duração aproximada de 27 minutos, o primeiro andamento dura tanto como os outros dois andamentos juntos, e baseia-se no lamento atribuído à Virgem Maria escrito no século XV, recolhido em Lysagora Songs, uma colecção do Mosteiro de Santa Cruz nas Montanhas Świętokrzyskie. É formado por três secções: se abre com um cânone em dez partes, utilizando uma melodia de 24 compassos no modo eólio de ré. Começa com os contrabaixos, aos que se junta um novo instrumento a cada 25 compassos, uma quinta por cima do anterior. Quando o cânone alcança as dez repetições, começa a descer até se reduzir a um único tom. A soprano entra na segunda secção e seu canto culmina com o clímax na última palavra, momento no qual se une a orquestra repetindo o clímax do cânone inicial. A terceira secção do andamento é uma longa conclusão que também desce até um único tom.[carece de fontes?]

### Lento e largo -Tranquillissimo
“Mamo, nie płacz, nie
Niebios Przeczysta Królowo
Ty zawsze wspieraj mnie
Zdrowaś Mario
Mãe, não, não chores,
Casta Rainha dos Céus,
Guarda-me sempre.
Avé Maria.”

— Segundo movimento: texto da pequena oração escrita por Helena Wanda Błażusiakówna, uma jovem polaca de 18 anos, em 1944, nas paredes de um cela da Gestapo, em Zakopane, na noite anterior à sua execução.
O segundo andamento, com 9 minutos de duração, é escrito para soprano, clarinetes, trompas, piano e cordas. Oferece um contraste imediato com o sombrio tom de elegia do primeiro andamento. Contém um libreto formado a partir da oração à Virgem Maria escrita por Błażusiakówna na parede da sua cela. Segundo o compositor, «queria que o segundo andamento tivesse um carácter montanhoso, não no sentido do folclore puro, mas sim que recriasse o clima de Podhale… Queria que o monólogo da menina se parecesse como que cantarolado… por um lado quase irreal, mas por outro dominando a orquestra». O andamento abre com pedal em quintas, lá–mi, e um fragmento melódico, mi–sol♯–fá, que alterna com quedas repentinas no acorde si♭–ré♭.[carece de fontes?]
A letra é da oração escrita numa parede de uma cela da Gestapo por uma menina polaca de 18 anos, invocando a protecção da Rainha dos Céus. A linha melódica, com o acompanhamento de sonoridades envolventes, é triste mas lírica. Thomas descreve o efeito como «quase cinemático… sugerindo o ar livre das montanhas». À medida que a soprano começa a cantar, as suas palavras são acompanhadas pela orquestra, até alcançar o clímax em lá♭. O andamento conclui com um longo acorde das cordas que dura mais de dois minutos sem diminuendo. As duas últimas palavras do andamento são as duas primeiras linhas do Ave Maria polaco, cantadas pela soprano duas vezes no mesmo tom.[carece de fontes?]

### Lento -Cantabile semplice
O tempo do terceiro andamento não é tão lento como o dos dois anteriores, e certas alterações leves na dinâmica e no modo fazem que seja mais complexo do que poderia parecer à primeira vista. Está formado por três estrofes em lá menor e, tal como no primeiro andamento, constrói-se mediante a evolução de um motivo simples. A melodia estabelece-se na estrofe inicial, e a segunda e terceira estrofes revisitam os mesmos temas do segundo andamento. Quando a soprano canta as últimas palavras, a tonalidade muda para lá maior diatónico que acompanha o que o escritor David Ellis denominou "a estrofe estática final":
Oh, cantai para ele / passarinhos cantores a Deus / porque a sua mãe não pode encontrá-lo.

E vós, flores de Deus / florescei por todos os lados / que meu filho possa dormir sonhos felizes.
Depois desta estrofe a orquestra volta a lá menor antes de um poslúdio final em lá maior. Em palavras do próprio Górecki, «finalmente, apareceu esse invariável, persistente e obstinado walczyk [no acorde de lá], que soava bem ao tocar-se piano, de forma a que todas as notas fossem audíveis. Para a soprano, usei uma técnica característica dos cantos das montanhas: suspendendo a melodia na terceira [dó♯] e descendo da quinta até à terceira enquanto o conjunto desce passo a passo [em sextas]».

## Críticas e recepção cultural
A Sinfonia n.º 3 foi escrita em 1976, quando Górecki era, nas palavras do crítico musical Jane Perlez, «uma personalidade apaixonante, na moda apenas entre um pequeno círculo de aficcionados à música moderna». A sinfonia foi gravada pela primeira vez na Polónia em 1978 com a soprano Stefania Woytowicz. Em finais da década de 1970 e princípios da década de 1980, as gravações e interpretações da obra foram muito criticadas pela imprensa fora da Polónia. A sinfonia suscitou a hostilidade de alguns críticos que afirmavam que Górecki se tinha afastado demasiado do estilo vanguardista estabelecido e, segundo Dietmar Polaczek (colaborador do Österreichische Musikzeitschrift), estava «simplesmente unindo-se à decadente escória que rodeia os verdadeiros pináculos do andamento vanguardista». A estreia mundial que teve lugar no Royan Festival em Abril de 1977, dirigida por Ernest Bour, foi comentada por seis críticos ocidentais, todos severamente desdenhosos. Heinz Koch, escrevendo para a revista Música, disse que a sinfonia «se alonga entre três antigas melodias populares (e nada mais) durante 55 minutos intermináveis».

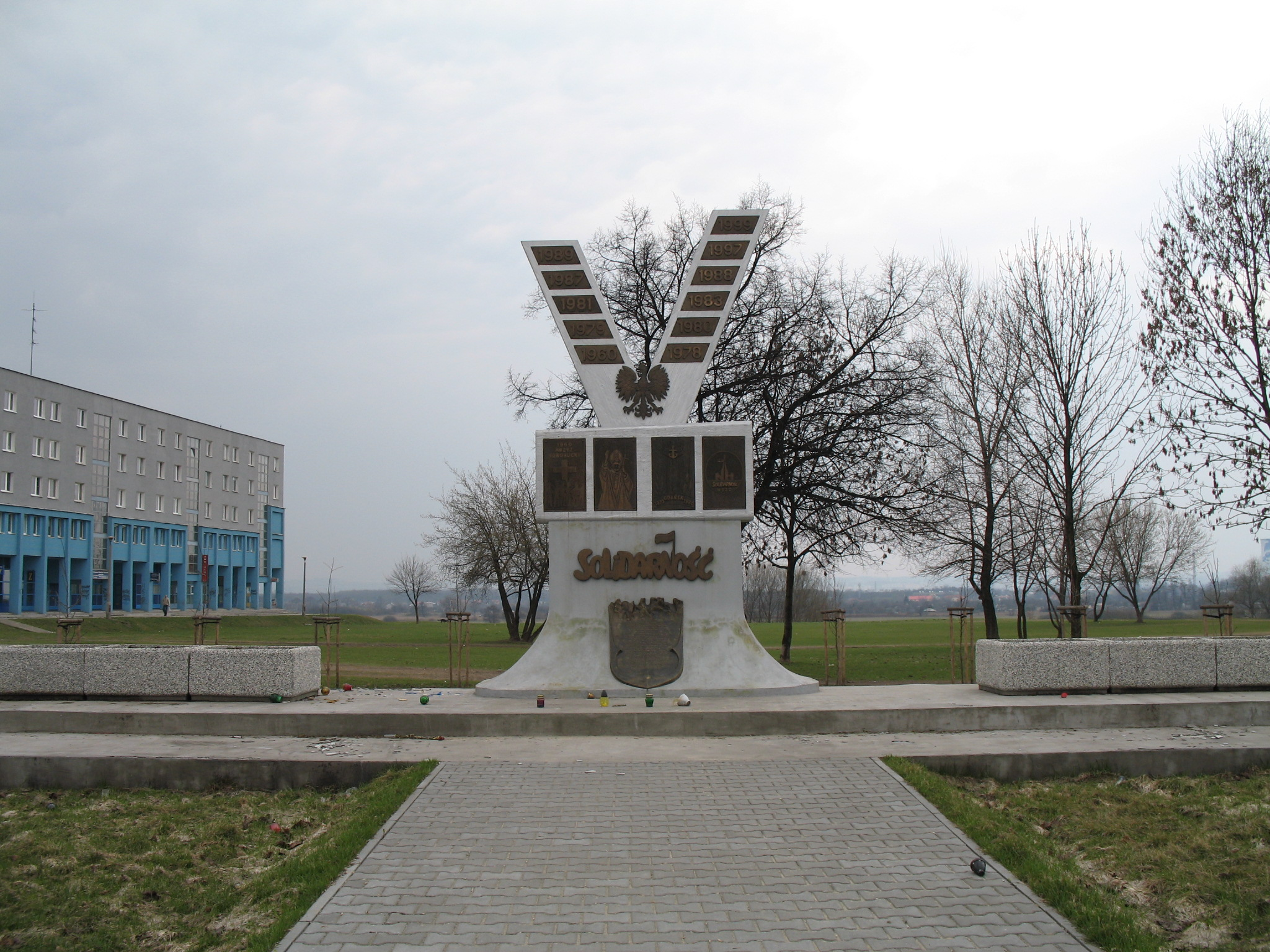
Monumento ao Solidarność, movimento ao qual era afim o compositor.

Em 1985, o cineasta francês Maurice Pialat apresentou uma secção do terceiro andamento nos créditos ao final do seu filme Police. Quando a obra foi mais tarde distribuída como «banda sonora», vendeu bem, embora as notas da capa do disco proporcionassem escassa informação sobre a obra, e o nome de Górecki aparecia com letras mais pequenas que as dos actores principais. Em meados da década de 1980, o grupo britânico de música industrial Test Dept empregou a Sinfonia n.º 3 como música de fundo para os colagens de vídeo durante os concertos, como meio para demonstrar a simpatia da banda com o andamento polaco Solidarność, o qual Górecki também apoiava (a sua peça de 1981 Miserere foi composta em parte como resposta à oposição do governo polaco aos sindicatos do Solidariedade). Em finais da década de 1980, a sinfonia foi transmitida por muitas emissoras de rádio dos Estados Unidos e do Reino Unido, sobretudo na BBC Radio 3. A queda do comunismo ajudou à expansão da popularidade da música polaca em general e a partir de 1990 a sinfonia foi interpretada em grandes cidades como Nova Iorque, Londres e Sydney.
Em 1991, realizou-se uma gravação com a orquestra London Sinfonietta, dirigida por David Zinman com a soprano solista Dawn Upshaw e foi lançada em 1992 com o título Symphony No. 3, pela etiqueta discográfica da empresa Elektra Records chamada Nonesuch Records. Durante os dois anos seguintes ao  lançamento, vendeu mais de 700 000 cópias no mundo, e superou 1 000 000 de cópias vendidas desde então. No Reino Unido, chegou até a sexta posição da lista oficial, e atingiu o reconhecimento de disco de ouro, entregue pela BPI em 1 de Fevereiro de 1993. Em Estados Unidos não entrou na lista oficial chamada Billboard 200, embora o tenha feito na listagem temática de música clássica chamada Top Classical Albums, onde permaneceu 38 semanas no segundo posto e se tenha mantido na lista durante 158.
O escritor Michael Steinberg descreveu o êxito da Sinfonia n.º 3 essencialmente como um fenómeno do disco compacto, e embora se continue a interpretar a obra em concertos, nem sempre se vendem todos os bilhetes em todas as localidades. Alguns críticos, perguntando-se do porquê do repentino êxito da peça após mais de duas décadas em relação à sua composição, sugerem que foi devido a um sentimento particular na cultura popular nessa época. Stephen Johnson, autor de A guide to the symphony, questionava-se se o êxito comercial da obra era «um êxito passageiro» ou realmente se converteria numa obra com suficiente importância. Em 1998, o crítico Michael Steinberg perguntou, «[Estão as pessoas] realmente a escutar a sinfonia? Quantos compradores do disco descobrem que 55 minutos de uma música muito lenta com uma cantora numa linguagem que não entendem é mais do que desejam? Irão escutá-la como música ambiente, como acompanhamento do Chardonnay e do Brie?». Steinberg compara o êxito da sinfonia de Górecki com o fenómeno do Doutor Jivago de 1958: «todo o mundo corria a comprar o livro a toda a pressa; embora muito poucos chegassem a lê-lo. O aparecimento do filme de 1965 salvou todos da necessidade de fazê-lo». Górecki era o mais surpreendido de todos com o êxito da gravação e mais tarde especulou que «talvez as pessoas encontrem algo que necessitam nesta peça de música[...]. De algum modo acertei na nota, foi algo que tinham em falta. Alguma coisa em algum lugar tinham perdido. Senti instintivamente que sabia o que eles queriam».
Devido ao êxito da gravação da etiqueta Nonesuch, pelo menos mais uma dúzia de gravações foram postas à venda e a obra foi alvo de publicidade num grande número de publicações artísticas em todo o mundo. A obra foi usada em numerosas ocasiões pelos cineastas na década de 1990 para provocar um sentimento de pathos ou pena, como no acompanhamento a um acidente aéreo em Fearless (1993) de Peter Weir e na banda sonora de Basquiat (1996), filme de Julian Schnabel . Uma galeria de arte em Santa Fe abriu uma exposição em 1995 dedicada por completo à arte visual inspirada pela peça. Em 1997, fez-se um sample da sinfonia para a canção «Górecki» pela banda inglesa de trip-hop Lamb, que alcançou o número 30 nas listas de êxitos de Reino Unido em 1997.

## Interpretação

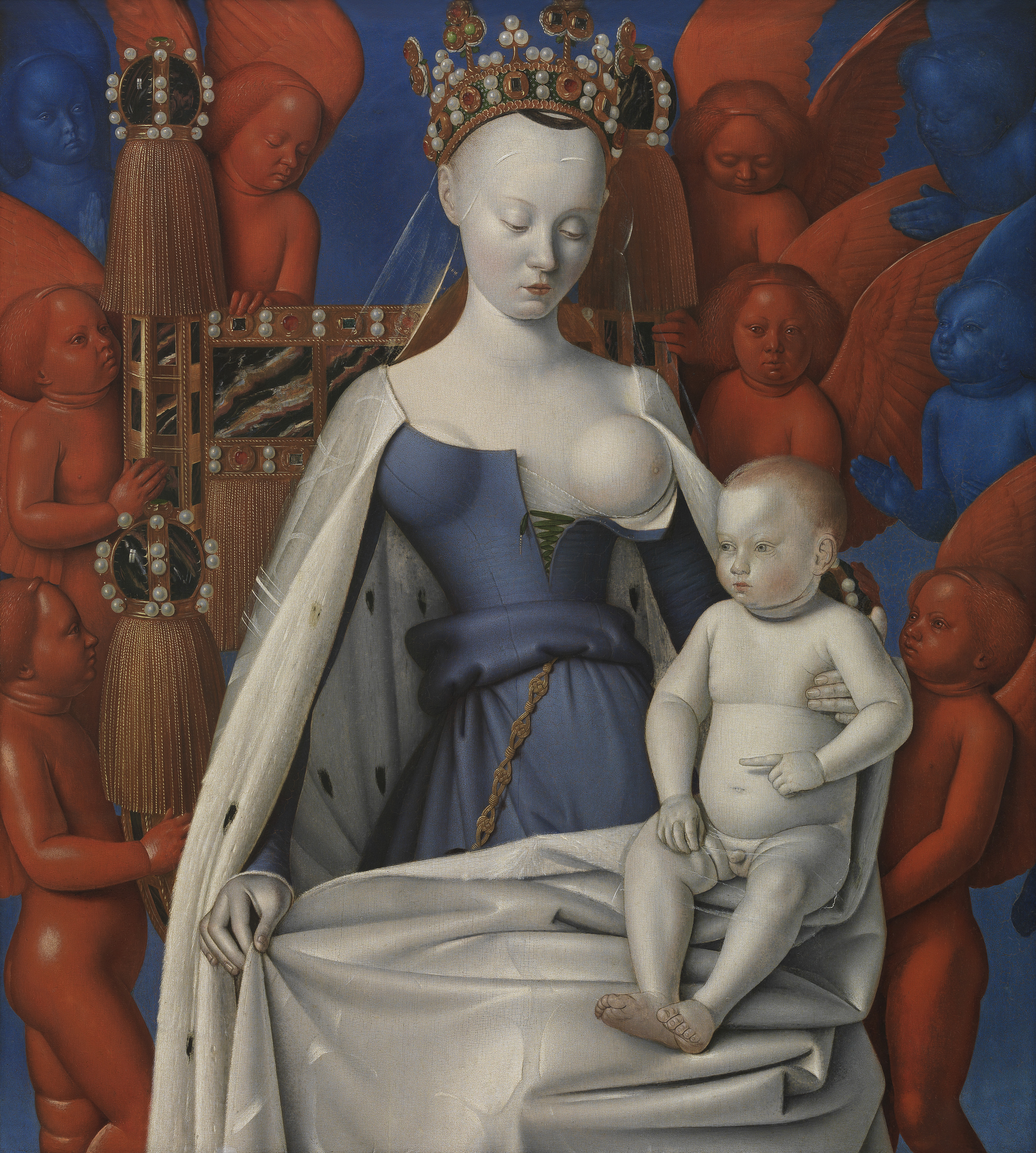
Jean Fouquet, Maria com o Menino, ca. 1450.

A Sinfonia n.º 3 é dedicada à esposa de Górecki, Jadwiga Ruranska. Quando lhe perguntaram o porquê, respondeu: «A quem seria suposto que a devesse dedicar?». Górecki nunca procurou explicar a sinfonia como uma resposta a um evento político ou histórico. No entanto, defende que a sua obra é uma evocação dos vínculos entre uma mãe e a sua filha. Algumas críticas descreveram a sinfonia como um memorial às vítimas do nazismo na Polónia durante o Holocausto, especialmente à luz da escolha dos textos realizada pelo compositor (como curiosidade, reproduz-se de maneira cíclica o segundo andamento na sala de exibição do "Holocausto" no Museu de Auckland, Nova Zelândia). Górecki foi encarregue de compor música sobre o Holocausto na década de 1960, mas não foi capaz de acabar nenhuma das obras que começou com esse propósito. Górecki disse que durante muitos anos procurou produzir uma obra específica em resposta a Auschwitz, embora resista a aceitar essa interpretação para a Sinfonia n.º 3, que prefere seja vista num contexto mais amplo. Outros críticos tentaram interpretar a sinfonia em termos espirituais, uma aproximação que o compositor também desvaloriza.
Górecki disse sobre a obra: «Grande parte da minha família morreu em campos de concentração. Tive um avô que esteve em Dachau e uma tia em Auschwitz. Sabes o que há entre polacos e alemães. Mas Bach era alemão, e também o foram Schubert e Strauss. Todo o mundo tem o seu lugar nesta pequena Terra, e tudo isso ficou para trás. A Sinfonia n.º 3 não trata da guerra; não é um Dies Irae; é uma simples sinfonia de lamentações».